# Galleria nazionale San Marino
La Galleria nazionale San Marino è un museo e centro d'arte moderna e contemporanea situato nella Città di San Marino. La sua apertura, il 7 luglio 2018, si inserisce in un lungo percorso iniziato nel 1956 con la nascita del primo Premio d'Arte Figurativa del Titano a cui seguirono dal 1959 al 1967 le Biennali Internazionali d'Arte della Repubblica di San Marino.

## Le Biennali Internazionali d'Arte della Repubblica di San Marino
L'origine del dibattito artistico contemporaneo a San Marino è legato storicamente alle "Biennali Internazionali d'Arte", In linea con gli svariati premi che si svilupparono in Italia a cavallo della Seconda Guerra Mondiale e la Biennale d'Arte di Venezia San Marino si inserì pienamente nel dibattito internazionale. 
Le Biennali di San Marino nacquero come "Premi d'Arte Figurativa". La prima edizione denominata 1º Premio d’Arte Figurativa del Titano, fu inaugurata il 19 agosto del 1956 presso il Palazzo del Turismo e offrì una panoramica ampia dell’arte contemporanea italiana degli anni Cinquanta. 
La seconda e terza edizione adottarono la doppia denominazione e mantennero anche la tipologia dei premi. Nel 1959 ebbero luogo il II Premio Repubblica di San Marino - Biennale per la Pittura e nel 1961 la III Biennale per la Pittura – Premio Repubblica di San Marino. Quest'ultima fu l'occasione in cui San Marino divenne luogo d’incontro culturale per gli artisti austriaci e italiani in un momento particolare di tensione dal punto di vista politico tra i due Paesi. 
Nel 1963, con la direzione di Giulio Carlo Argan il nome della manifestazione si trasformò in IV Biennale Internazionale d’Arte, Oltre l’Informale. 
Nel 1965 la V Biennale venne curata da Efrem Tavoni e Ellana Guidi, Incontri della Giovane Arte Europea, San Marino divenne il luogo di incontro tra le culture artistiche dell’Est ed Ovest Europeo. 
Nel 1967 la VI Biennale Internazionale d'Arte di San Marino tornò ad essere diretta da Giulio Carlo Argan con Nuove Tecniche d’Immagine.
I personaggi chiave e continuativi delle Biennali di San Marino a livello locale, furono Giordano Bruno Reffi, dal 1950 Direttore dell’Ente Governativo di Stato per il Turismo, l’ente promotore, e dal 1959 Gerardo Filiberto Dasi, Segretario Generale della Biennale.

## La Collezione
La storia della Galleria nazionale, coincide quindi con quella della collezione d'arte moderna e contemporanea dello Stato di San Marino che è nata e si è ampliata in seguito alle acquisizioni delle opere d'arte vincitrici dei Premi delle Biennali internazionali d'arte di San Marino, dalla sua prima edizione del 1956, fino alle ultime edizioni del 1967.
Attualmente la Galleria Nazionale tutela e conserva più di 1.000 opere d'arte moderna e contemporanea dai primi decenni del '900 ai giorni nostri. Dipinti, disegni, acquerelli, sculture, fotografie, installazioni, libri d'artista, interventi d'arte site specific e opere di arte pubblica presenti sul territorio. 

## Opere e interventi principali
Logge dei Volontari, Giardino dei Liburni, Centro storico di San Marino
- Foresta Vergine. Dal diario del Brasile di Emilio Vedova (1954)
- La resa di Renato Guttuso (1945)
- Vigna di Renato Birolli (1952)
- The Arunta boat di Corrado Cagli (1951)
- Diagramma della realtà ultima di Achille Perilli (1958)
- Vita Embrionale di Marina Busignani Reffi (1960)
- Andare via di Patrizia Taddei (1973)
- San Marino 1990 di Mimmo Jodice (1990)
- Bozzetti dell'opera Robespierre e disegni dell'opera Atomtod di Giuseppe Spagnulo (1991)
- Prima bella mostra italiana di Enzo Cucchi / Sandro Chia (1995)
- Lingua di un 1/2 giapponese di Gilberto Giovagnoli (1987)
- B - 1° di Walter Gasperoni (1973)
- L'uccello all'appello del cappello di Luigi Ontani (1995 - 1997)
- Dialogo tra Fidia, Galileo, Duchamp, i sette nani, l'idiota di Enzo Mari (1986)
- Senza titolo di Eva Marisaldi (1991 - 2019)
- Exercises for a polluted mind di Martina Conti (2019) a cura di Alessandro Castiglioni ed Emma Zanella
- Black Powerless di Binta Diaw (2021)
- Glutted with lighy di Marco Giordano (2021)
- How to Customise Yourself di Corinne Mazzoli (2021)

Scala Santa, Antico Monastero di Santa Chiara, Centro storico Città di San Marino
- Scala Santa di Enzo Cucchi (1987 - 1988) a cura di Achille Bonito Oliva

Antiche Cisterne, Palazzo Pubblico, Centro storico Città di San Marino
- Gocce Installazione site specific di Stefano Arienti (2021) a cura di Fabio Cavallucci

Prima Torre Guaita, Centro storico Città di San Marino
- Unititled / iio sono un disgraziato il mio destino è di morire in prigione strangolato, Installazione site specific di Jacopo Rinaldi 2021

Ex Galleria ferroviaria "Il Montale", Città di San Marino
- Intervento del 1991 di Maurizio Cattelan, parte di Via Crucis in occasione di Provoc'Arte, Provo Carte, Provocar Te, a cura di Roberto Daolio.

- Castello, installazione site specific di Stefano Arienti (2021) a cura di Fabio Cavallucci

## L'edificio "Logge dei Volontari" sede stabile della Galleria Nazionale
L'edificio Logge dei volontari, oggi sede stabile della Galleria Nazionale di San Marino, venne costruito sul finire degli anno '30 (per ospitare gli spazi del museo del Risorgimento parte di quel grande progetto urbanistico unitario ed organico sviluppatosi ad opera dell'Ingegnere Gino Zani (1883 - 1984) che cambiò e rimodellò il volto dell' "antica" ed allo stesso tempo "nuova" Città di San Marino, definito da Guido Zucconi La rifabbrica di San Marino, considerato nella sua intera complessità un autentico progetto monumentale architettonico e artistico del xx secolo.

## L'Archivio Performativo della Galleria Nazionale
Centrale per la vita del museo è l'Archivio Performativo della Galleria Nazionale, uno spazio aperto e circolare fulcro delle attività del museo, che mette insieme differenti funzioni come la conservazione e la catalogazione di speciali fondi e documenti, speciali opere e progetti sperimentali, che nel corso degli anni hanno caratterizzato la storia delle arti contemporanee a San Marino. 
In questo luogo i documenti e le opere sono rese accessibili al pubblico, alle scuole, agli insegnanti, ai ricercatori e ai visitatori attraverso: visite guidate, lezioni, laboratori, conferenze, piccole mostre e performance. 
Nell'Archivio performativo si trovano il catalogo della collezione d'arte modera e contemporanea del museo, l'archivio portfolio degli artisti sammarinesi più rilevanti, i materiali relativi a mostre antologiche e a progetti speciali, come per esempio Provoc'arte, Provo carte, Provocar te, primo evento di arte pubblica realizzato a San Marino, curato da Roberto Daolio nel 1991, l'iniziativa ha portato alla realizzazione all'interno della ex Galleria Ferroviaria "Il Montale" di un intervento di Maurizio Cattelan. 
Nell'Archivio performativo sono esposti i Libri d'Artista, quello realizzato da Enzo Cucchi in occasione della progettazione della Scala Santa nel 1987, e 29 libri appositamente realizzati nel 2013 da artisti che vivono e operano nei piccoli stati d'Europa: Andorra, Cipro, Liechtenstein, Lussemburgo, Malta, Monaco, Montenegro, San Marino, e anche alcune microaree geopolitiche come: Gibilterra, Kaliningrad, Ceuta, Canton Ticino, isole Fær Øer, Åland, Guernsey e Jersey, in occasione di Subjectve Maps / Disappearances mostra a cura di Halldór Björn Runólfsson, Alessandro Castiglioni, Rita Canarezza, Pier Paolo Coro realizzata dal network / Little Constellation / e dalle istituzioni culturali sammarinesi e dei vari paesi, presso la Galleria nazionale d'Islanda a Reykjavík.